# Audi A7 (C7)
Audi A7 (C7) — первое поколение Audi A7 (внутреннее обозначение Typ 4G). Было запущено в продажу в 2010 году. Автомобиль имеет ту же платформу, что и Audi A6 (C7).

## История
Автомобиль Audi A7 C7 впервые был представлен 26 июля 2010 года в Мюнхене и в Париже, затем в 2011 году модель была представлена в Нью-Йорке. C 2012 по 2017 год выпускался также спортивный автомобиль Audi S7 (2012—2017). Конкурентом являлся Mercedes-Benz CLS. В 2014 году автомобиль прошёл рестайлинг. Производство завершилось в 2018 году.

## Особенности
Модель Audi A7 C7 базировалась на концепт-каре Audi Sportback Concept, при этом его дизайн выглядит заметно консервативнее и ориентирован на другие модели марки Audi. Задний спойлер автоматически выдвигается на скорости от 140 км/ч.

## Двигатели
|                                               | 2.8 FSI                                                                                   | 3.0 TFSI                                                                                  | 4.0 TFSI (S7)                                                                             | 3.0 TDI DPF                                                                           | 3.0 TDI DPF                                                                           |
| --------------------------------------------- | ----------------------------------------------------------------------------------------- | ----------------------------------------------------------------------------------------- | ----------------------------------------------------------------------------------------- | ------------------------------------------------------------------------------------- | ------------------------------------------------------------------------------------- |
| Период выпуска:                               | с 07/2010                                                                                 | с 07/2010                                                                                 | с 2012 г.                                                                                 | с 10/2010                                                                             | с 07/2010                                                                             |
| Тип двигателя:                                | Бензиновый двигатель                                                                      | Бензиновый двигатель                                                                      | Бензиновый двигатель                                                                      | Дизельный двигатель                                                                   | Дизельный двигатель                                                                   |
| Модель двигателя:                             | Volkswagen EA888 (6-цилиндровый V-образный двигатель с непосредственным впрыском бензина) | Volkswagen EA888 (6-цилиндровый V-образный двигатель с непосредственным впрыском бензина) | Volkswagen EA837 (8-цилиндровый V-образный двигатель с непосредственным впрыском бензина) | Volkswagen EA824 (6-цилиндровый V-образный двигатель, с системой впрыска Common Rail) | Volkswagen EA824 (6-цилиндровый V-образный двигатель, с системой впрыска Common Rail) |
| Наддув:                                       | —                                                                                         | Компрессор                                                                                | Два турбонагнетателя                                                                      | Турбонагнетатель                                                                      | Турбонагнетатель                                                                      |
| Рабочий объем:                                | 2773 см³                                                                                  | 2995 см³                                                                                  | 3993 см³                                                                                  | 2967 см³                                                                              | 2967 см³                                                                              |
| Макс. мощность при об/мин:                    | 204 л. с./5250–6250                                                                       | 300 л. с./5250–6500                                                                       | 420 л. с./5500–6400                                                                       | 204 л. с./3250–4500                                                                   | 245 л. с./4000–4500                                                                   |
| Макс. крутящий момент при об/мин:             | 280 Н·м/3000–5000                                                                         | 440 Н·м/2900–4500                                                                         | 550 Н·м/1450–5250                                                                         | 400 Н·м/1250–3500                                                                     | 500 Н·м/1400–3250                                                                     |
| Тип привода, стандартно:                      | Передний привод                                                                           | Полный привод                                                                             | Полный привод                                                                             | Передний привод                                                                       | Полный привод                                                                         |
| Тип привода, опция:                           | Полный привод                                                                             | —                                                                                         | —                                                                                         | Полный привод                                                                         | —                                                                                     |
| Коробка передач, стандартно:                  | multitronic                                                                               | 7-ступенчатая S tronic                                                                    | 7-ступенчатая S tronic                                                                    | multitronic                                                                           | 7-ступенчатая S tronic                                                                |
| Коробка передач, опция:                       | 7-ступенчатая S tronic                                                                    | —                                                                                         | —                                                                                         | 7-ступенчатая S tronic                                                                | —                                                                                     |
| Снаряженная масса автомобиля:                 | 1735–1805 кг                                                                              | 1860 кг                                                                                   | 2020 кг                                                                                   | 1770–1860 кг                                                                          | 1860 кг                                                                               |
| Максимальная грузоподъемность:                | 475 кг                                                                                    | 475 кг                                                                                    | 535 кг                                                                                    | 475–535 кг                                                                            | 475–535 кг                                                                            |
| Разгон 0-100 км/ч:                            | 7,9–8,3 с                                                                                 | 5,6 с                                                                                     | 4,9 с                                                                                     | 7,4–7,9 с                                                                             | 6,3 с                                                                                 |
| Максимальная скорость:                        | 235 км/ч                                                                                  | 250 км/ч (принудительно ограничена)                                                       | 250 км/ч (принудительно ограничена)                                                       | 235 км/ч                                                                              | 250 км/ч (принудительно ограничена)                                                   |
| Расход топлива на 100 км (в смешанном цикле): | 7,4-8,0 л неэтилированного бензина                                                        | 8,2 л неэтилированного бензина                                                            | 9,7 л неэтилированного бензина                                                            | 5,1-5,8 л дизельного топлива                                                          | 5,9 л дизельного топлива                                                              |
| Выброс CO2 в смешанном цикле:                 | 172–187 г/км                                                                              | 190 г/км                                                                                  | 225 г/км                                                                                  | 135–152 г/км                                                                          | 156 г/км                                                                              |
| Норма токсичности по классификации ЕС:        | Eвро 5                                                                                    | Eвро 5                                                                                    | Eвро 5                                                                                    | Eвро 5                                                                                | Eвро 5                                                                                |

## Галерея

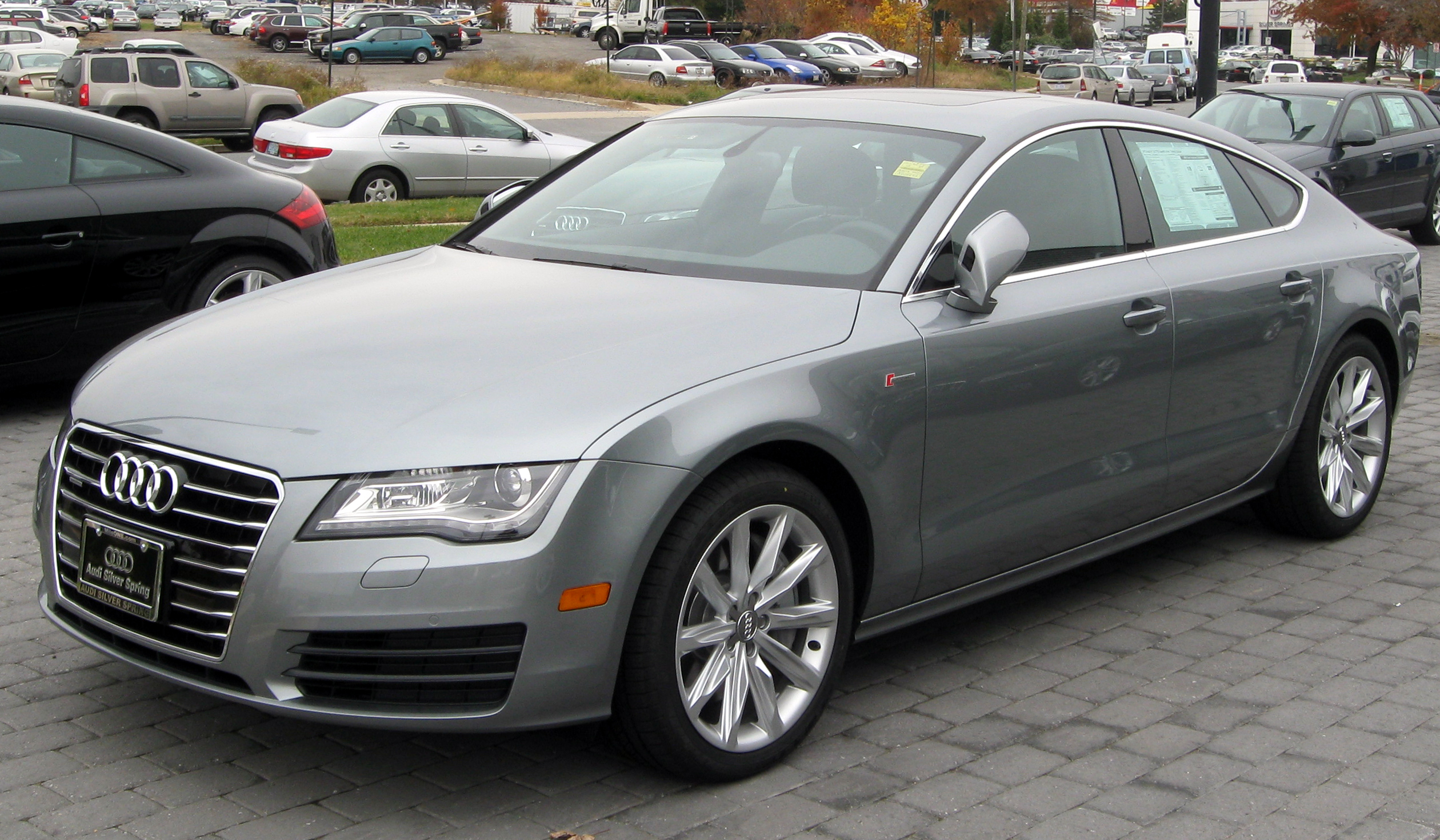
Audi A7 (2010)
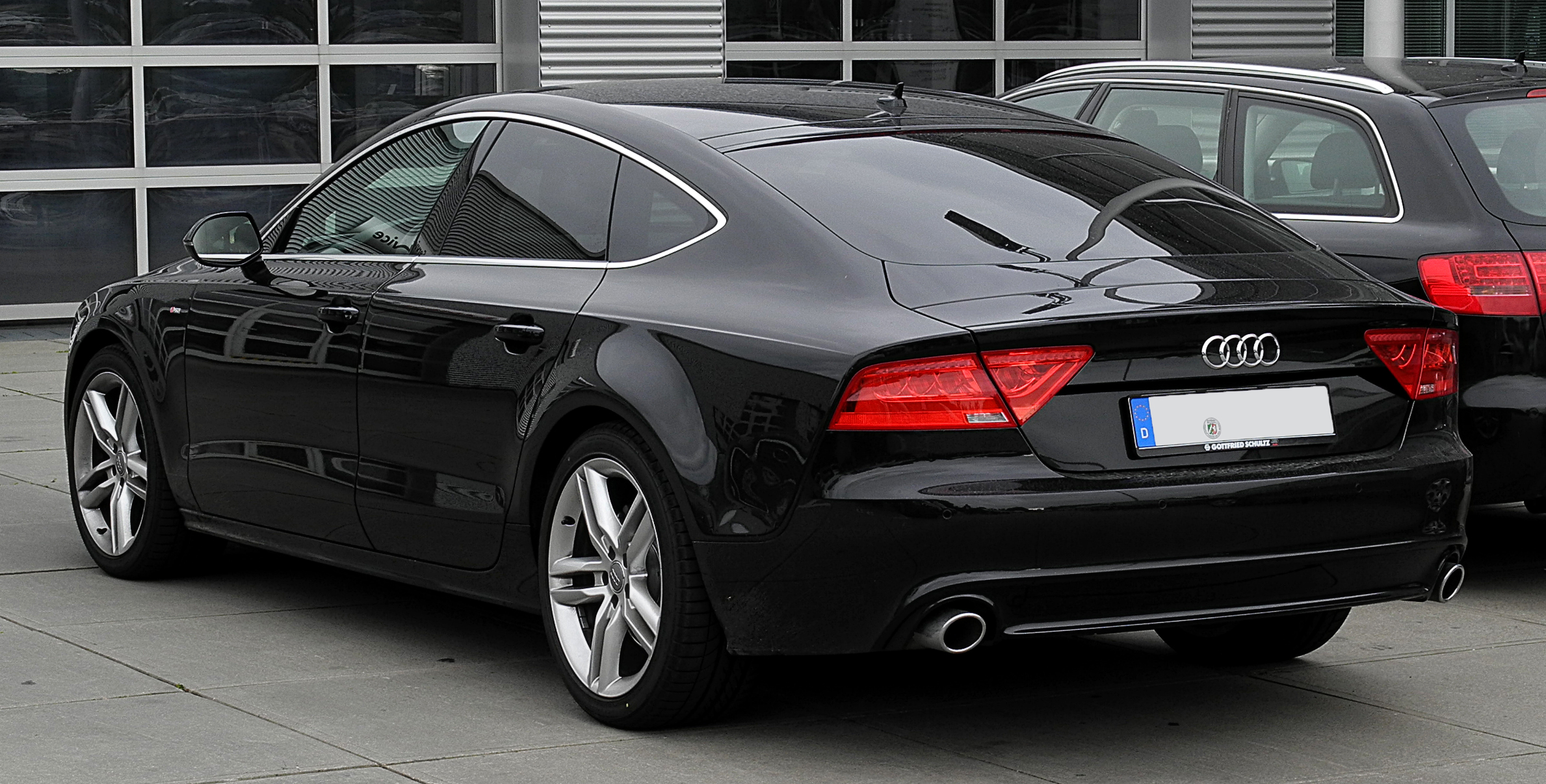
Audi A7 (2010)
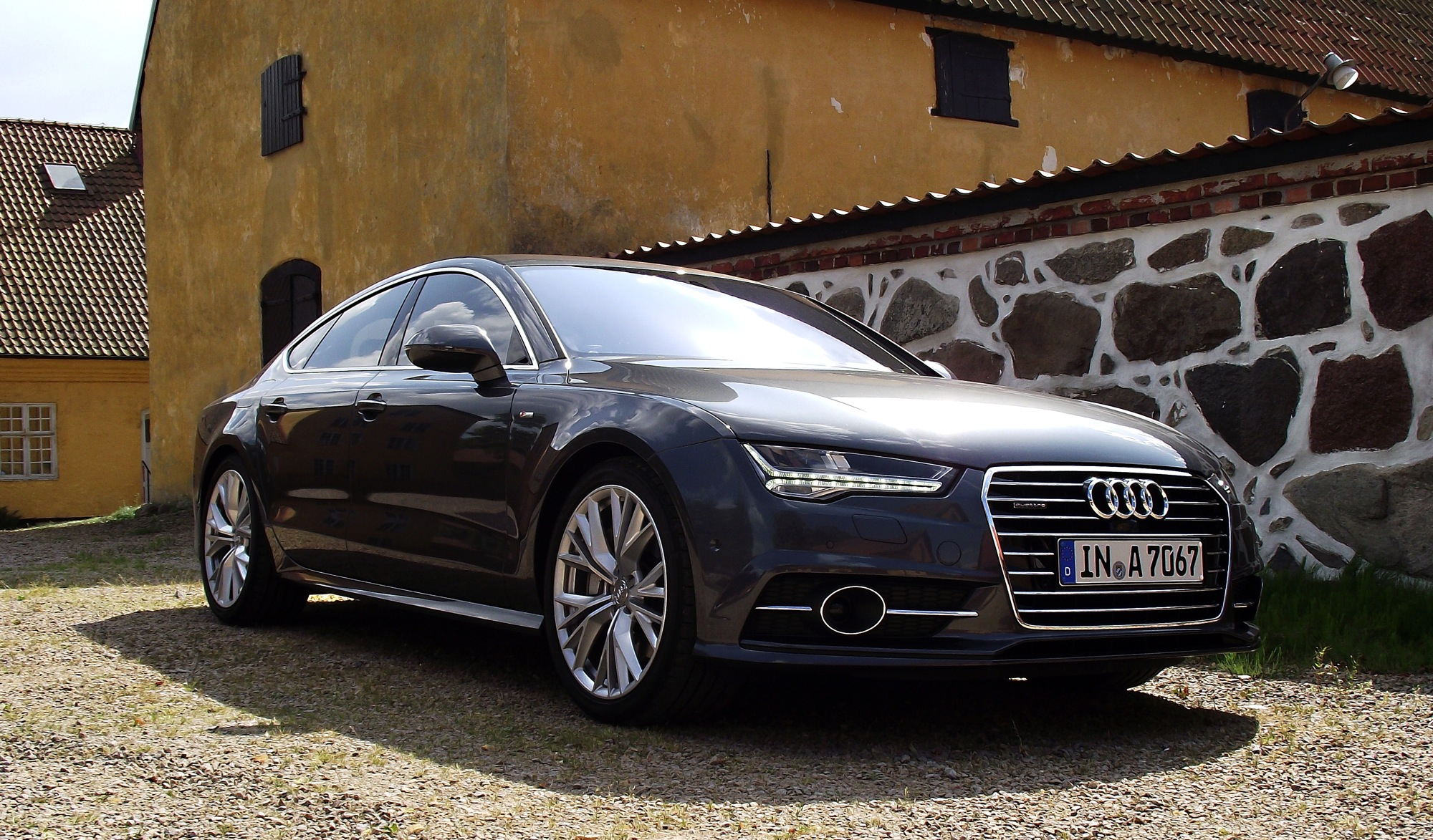
Audi A7 (2015)
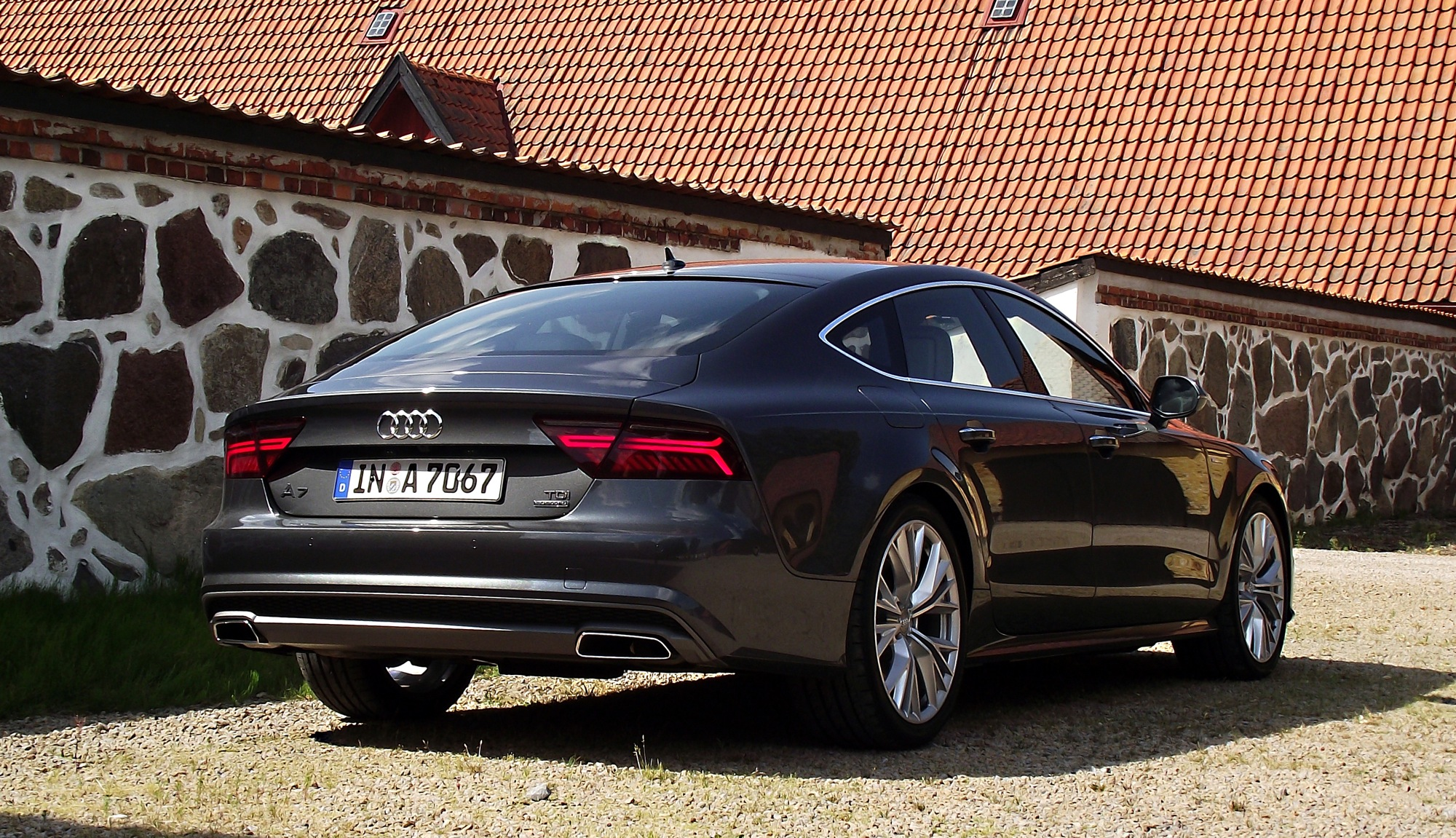
Audi A7 (2015)
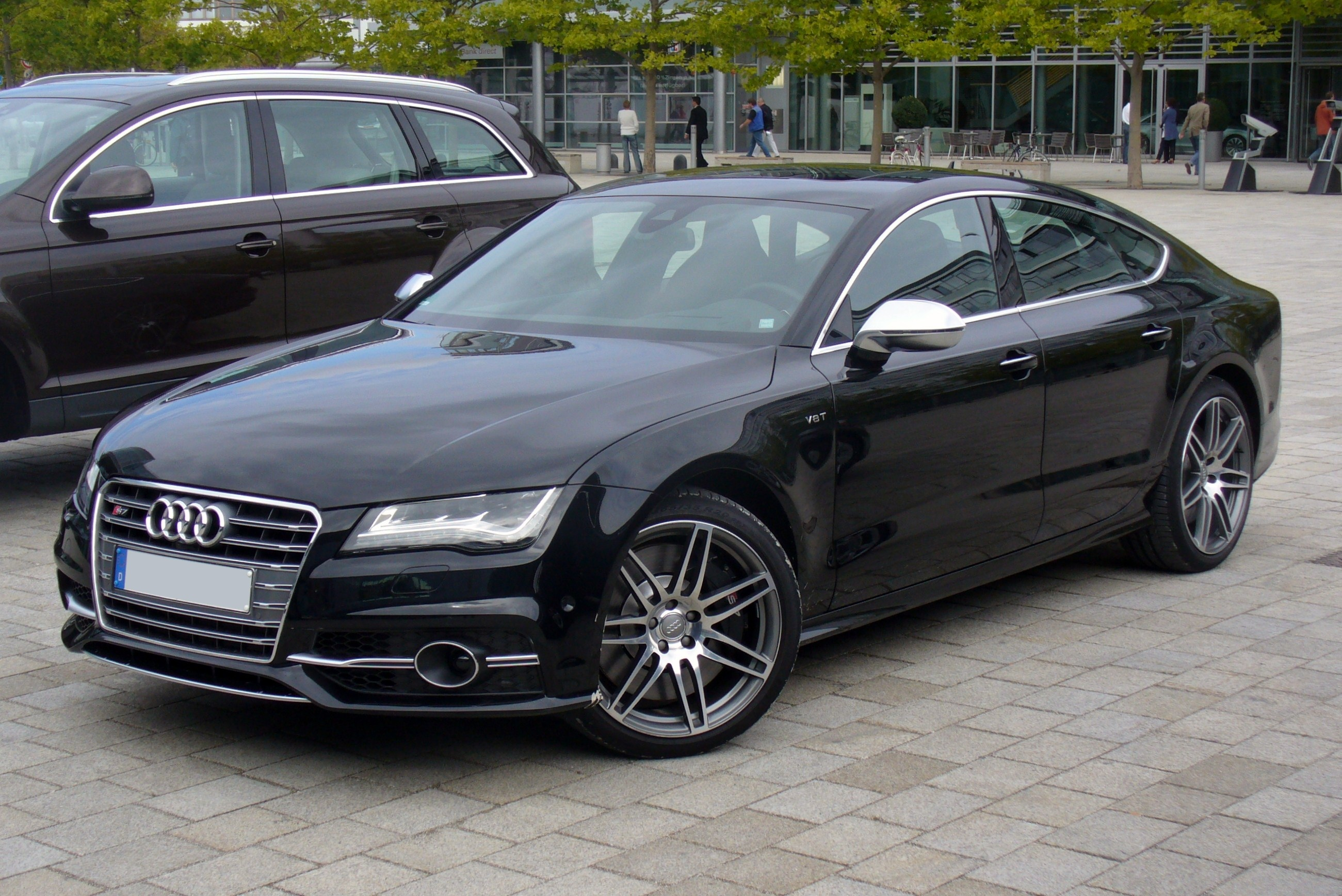
Audi S7
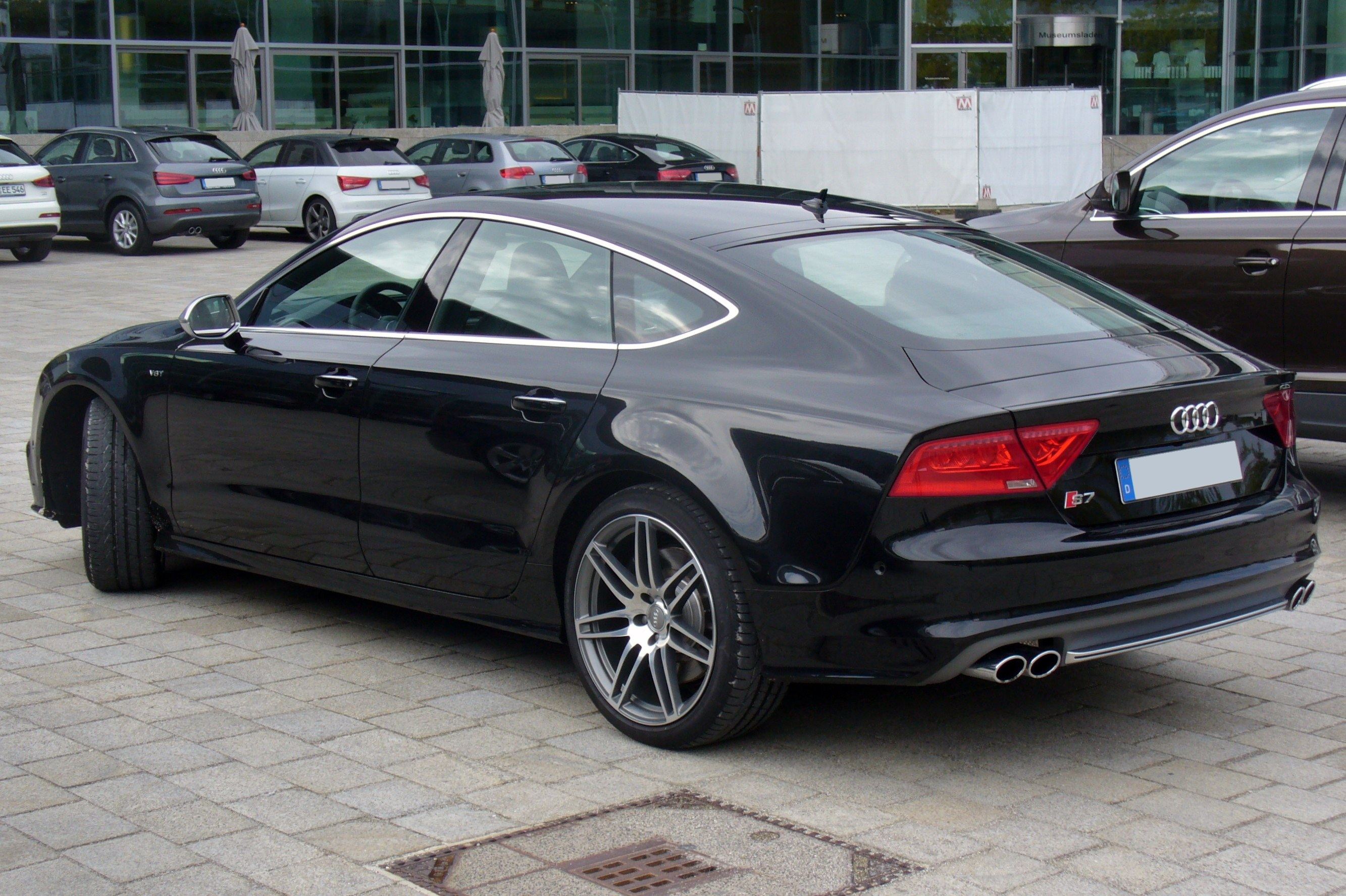
Audi S7
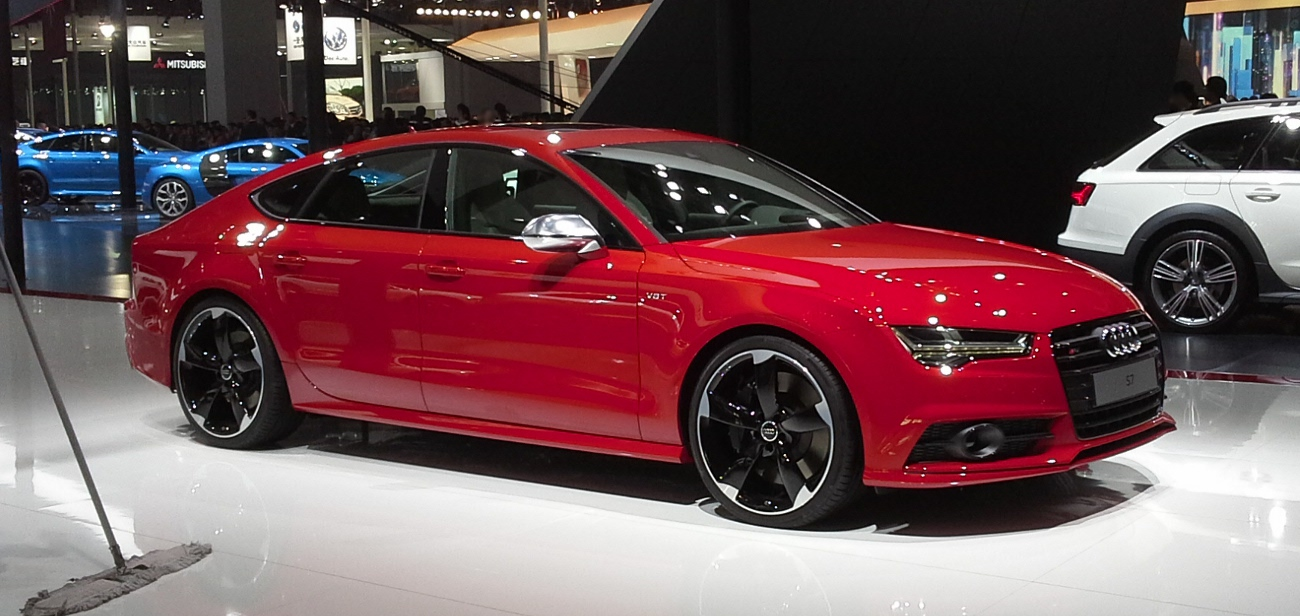
Audi S7 (2014)
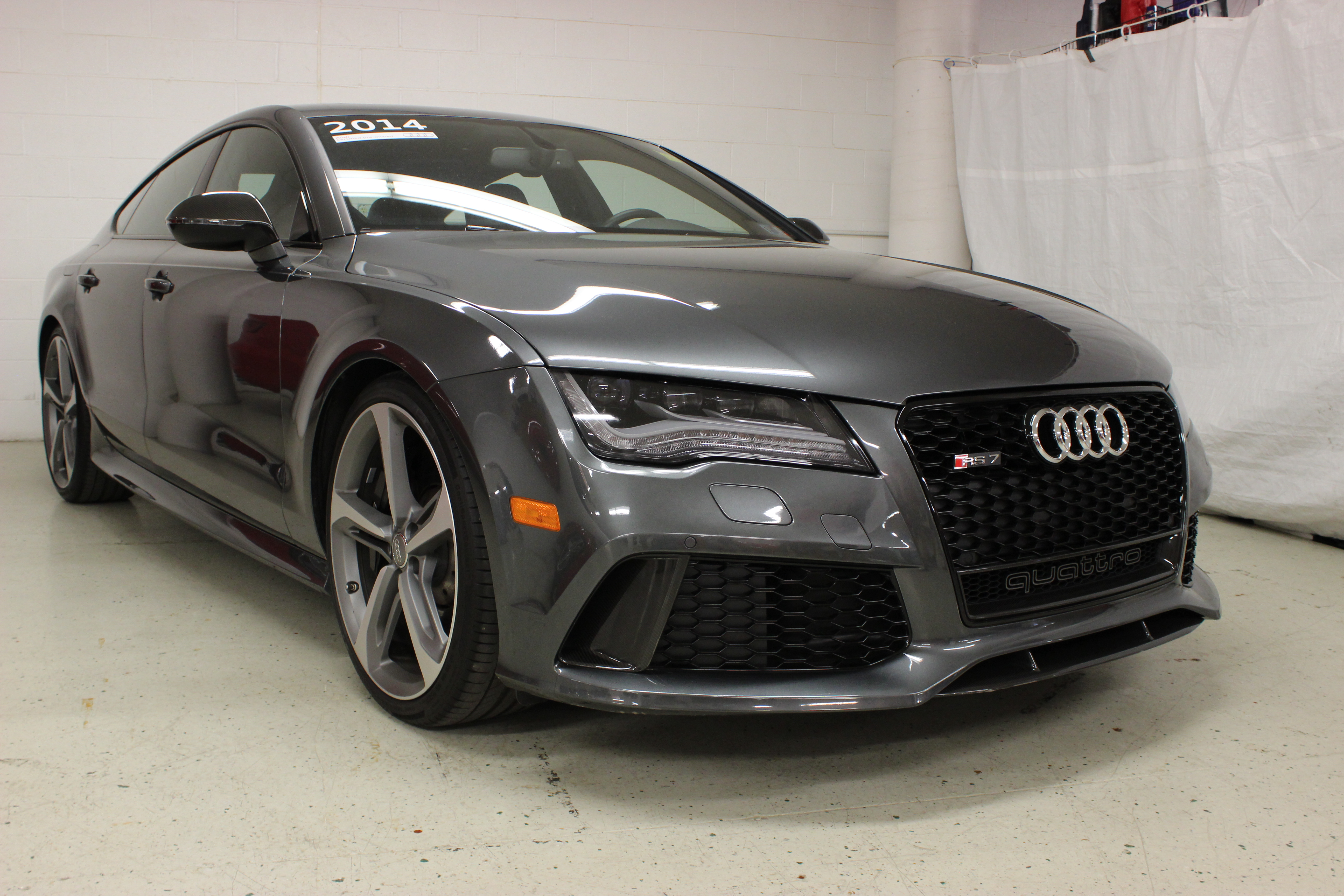
Audi RS7 (2013)
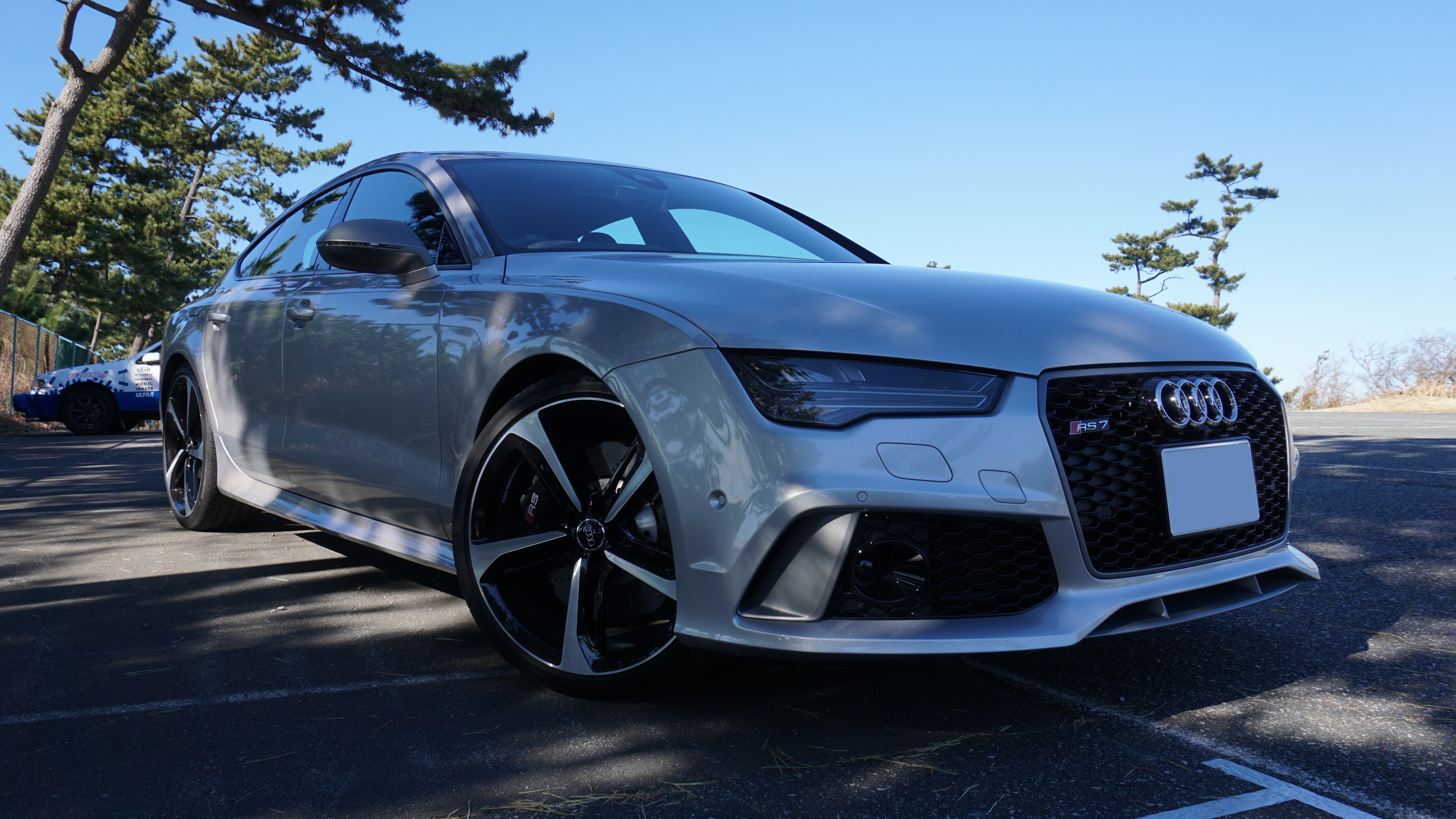
Audi RS7 (2014)
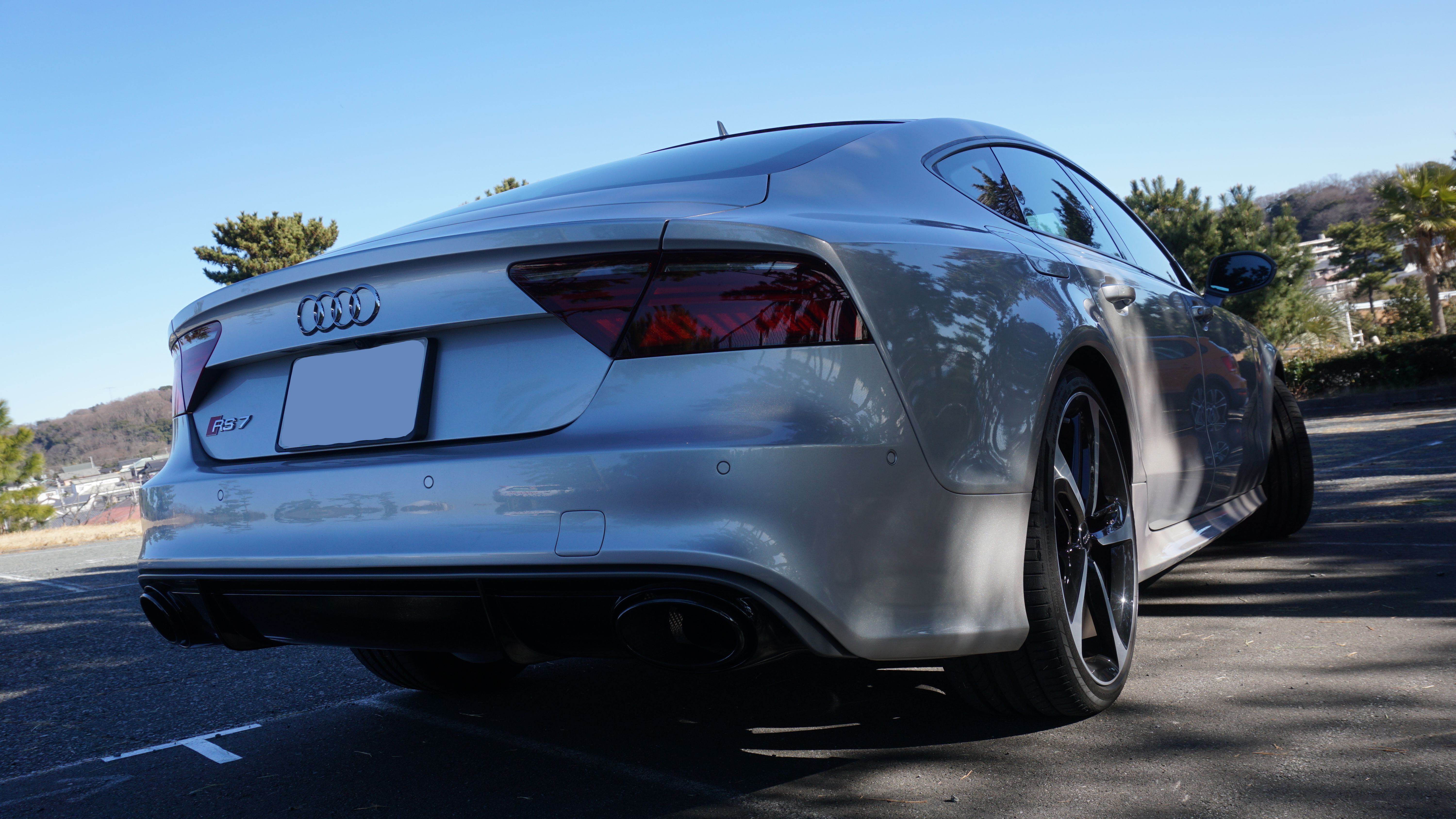
Audi RS7 (2014)
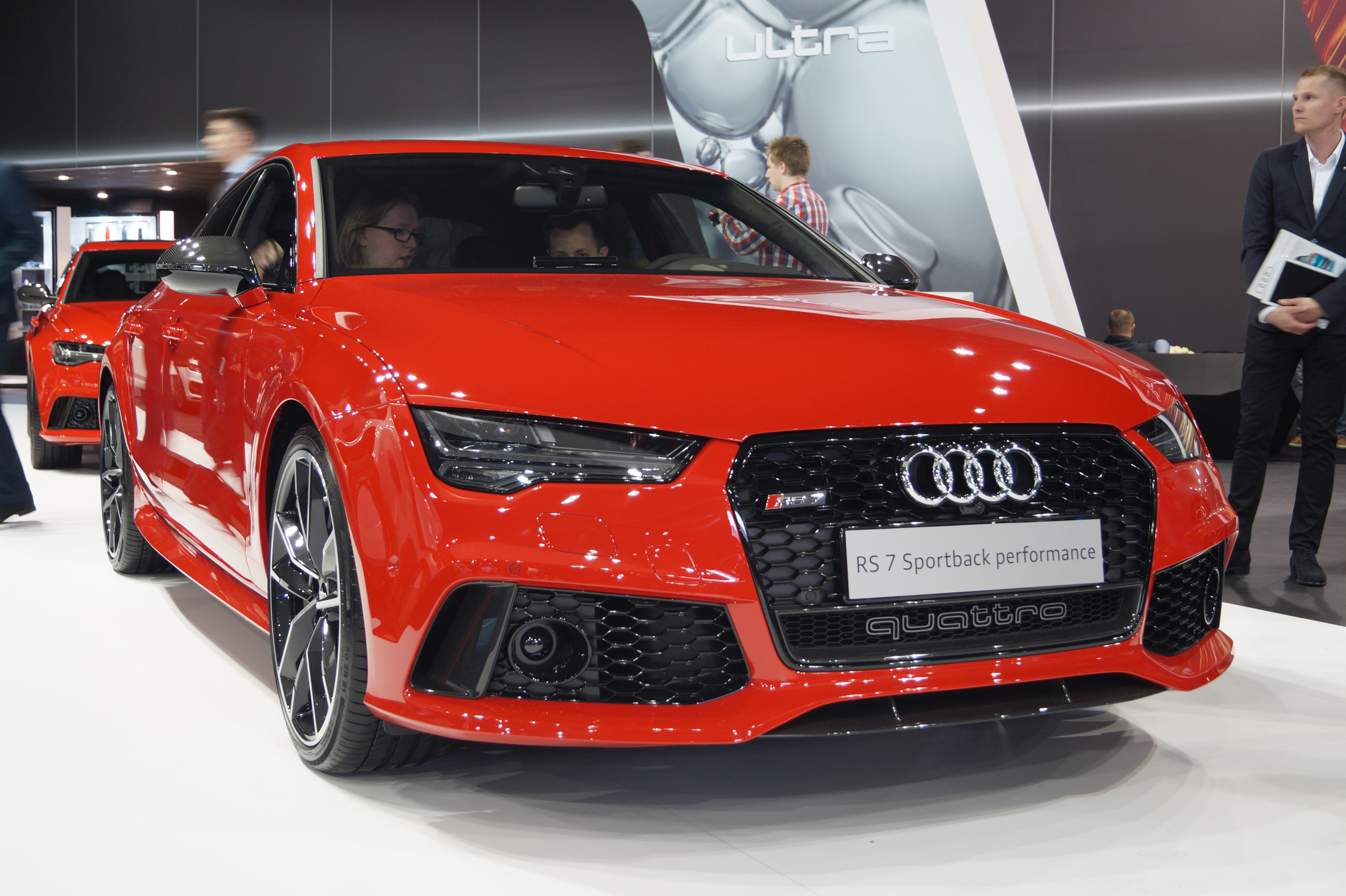
Audi RS7 (2016)
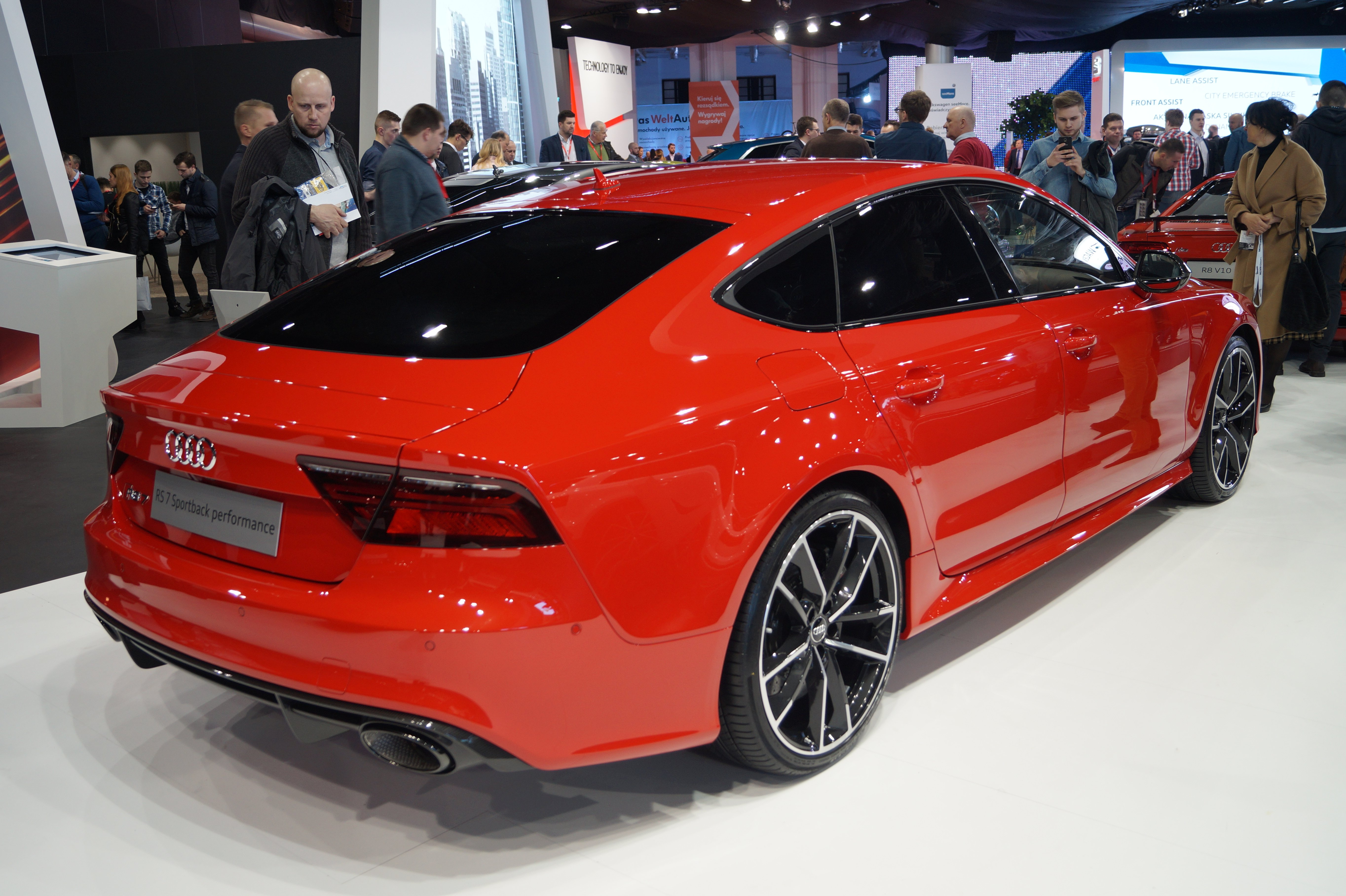
Audi RS7 (2016)
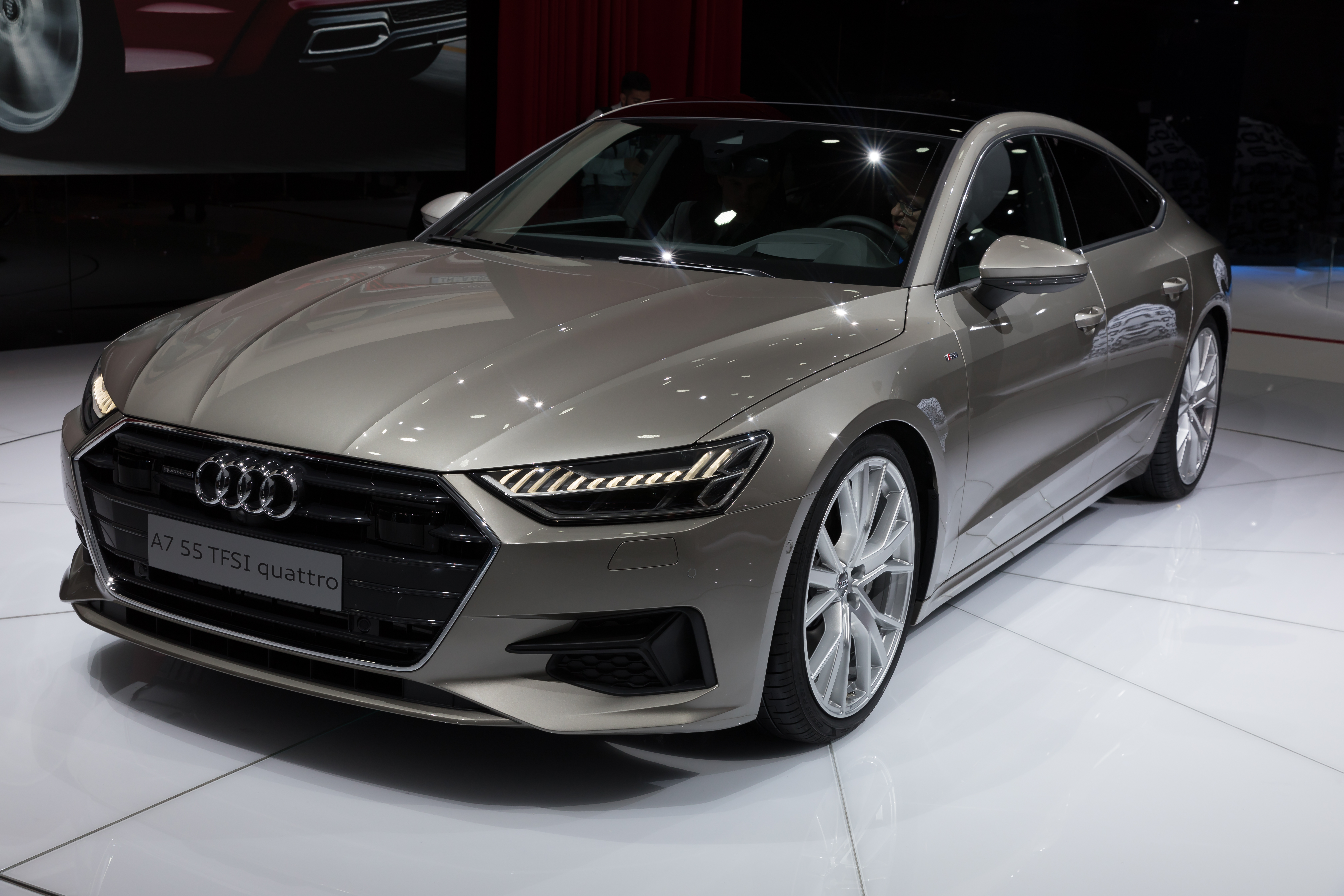
Audi A7 Sportback (2018)
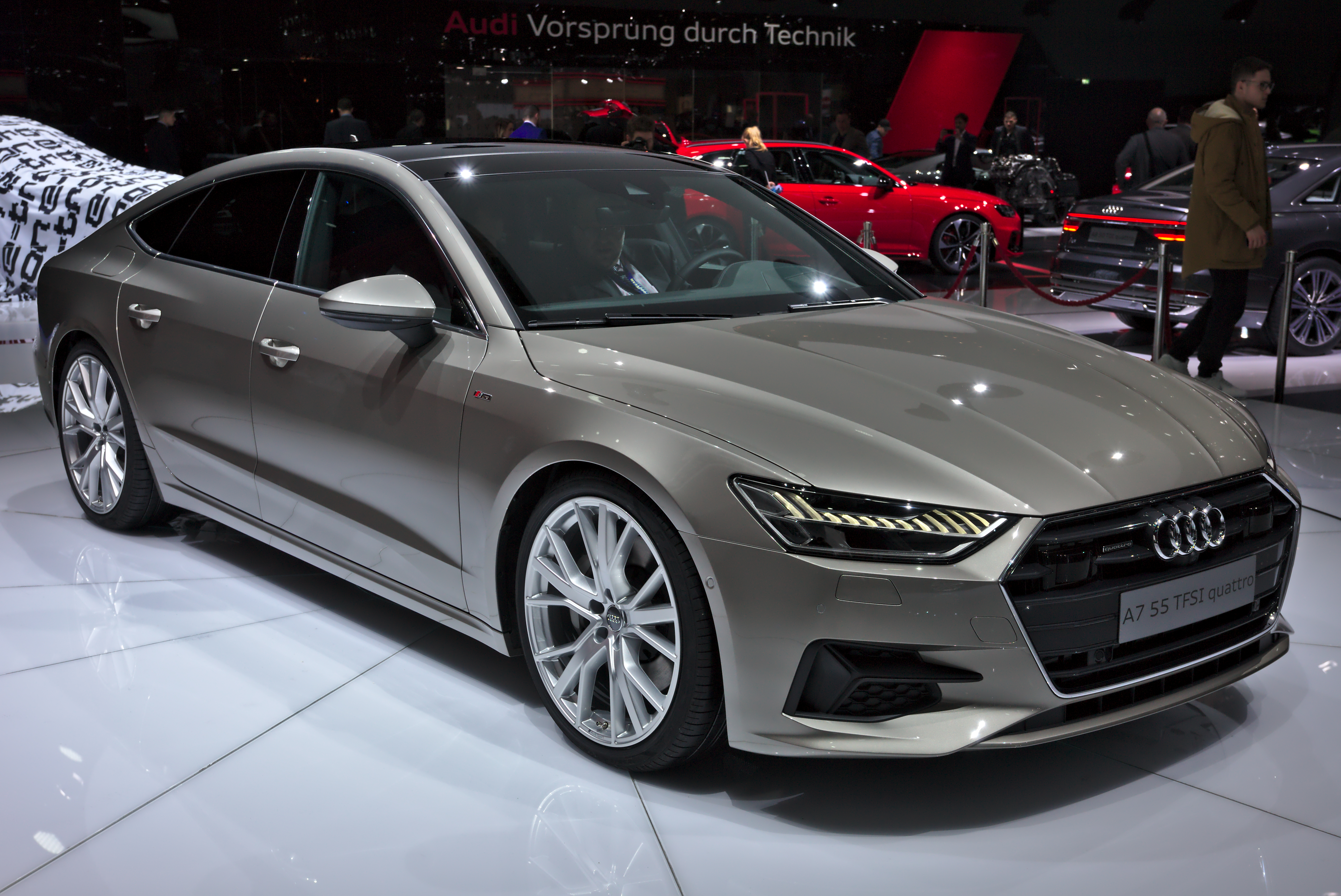
Audi A7 Sportback (2018)
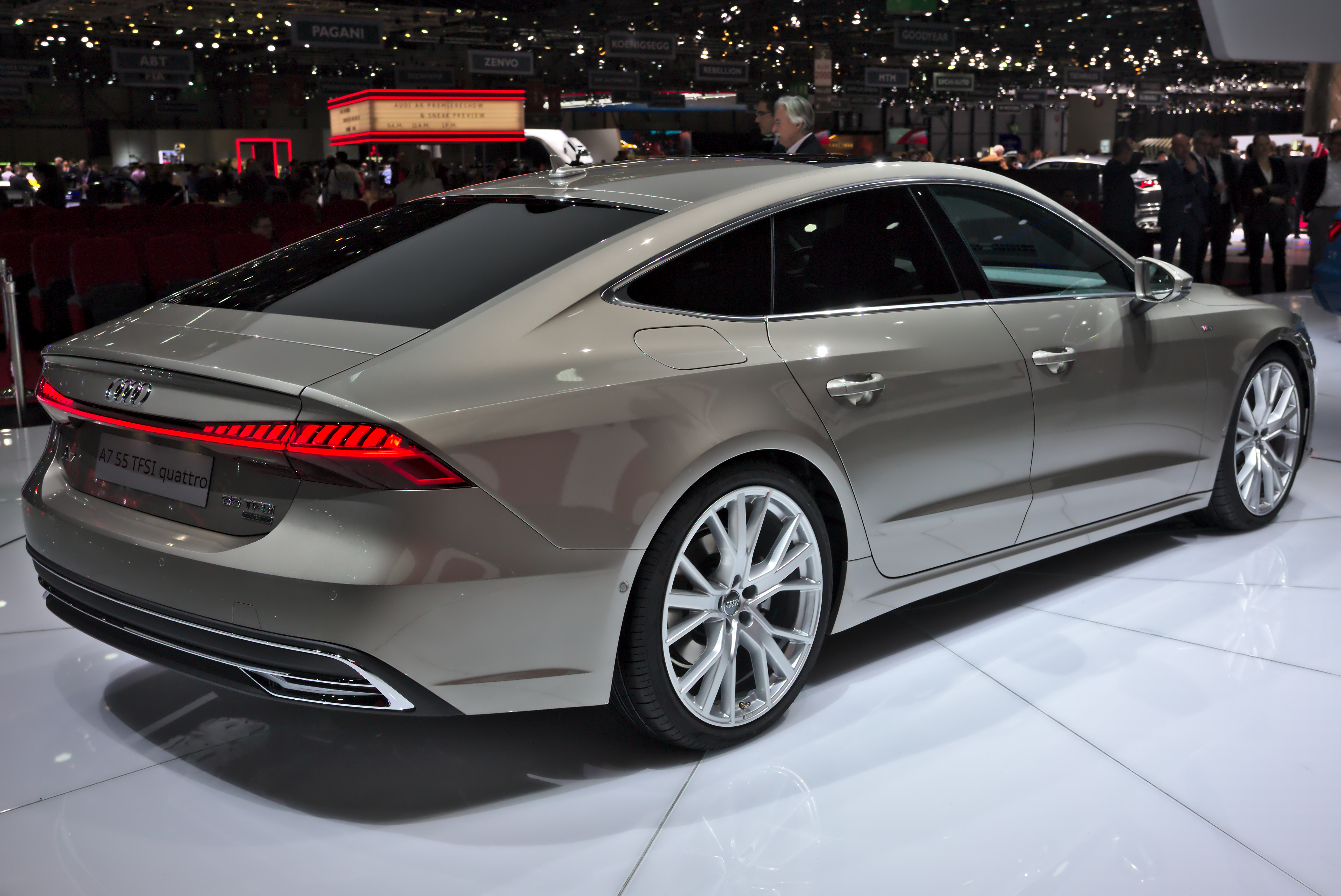
Audi A7 Sportback (2018)
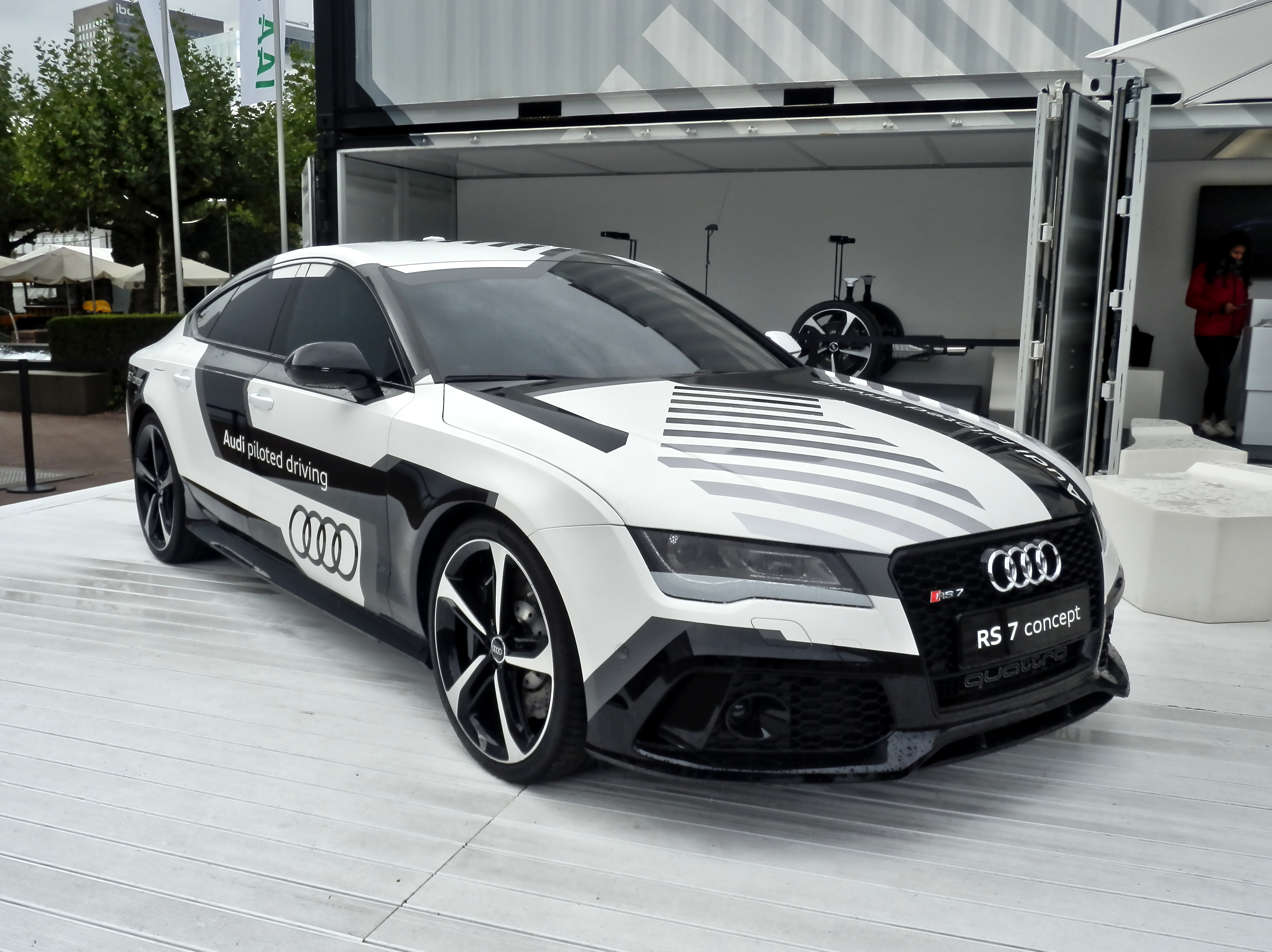
Audi RS7 piloted driving
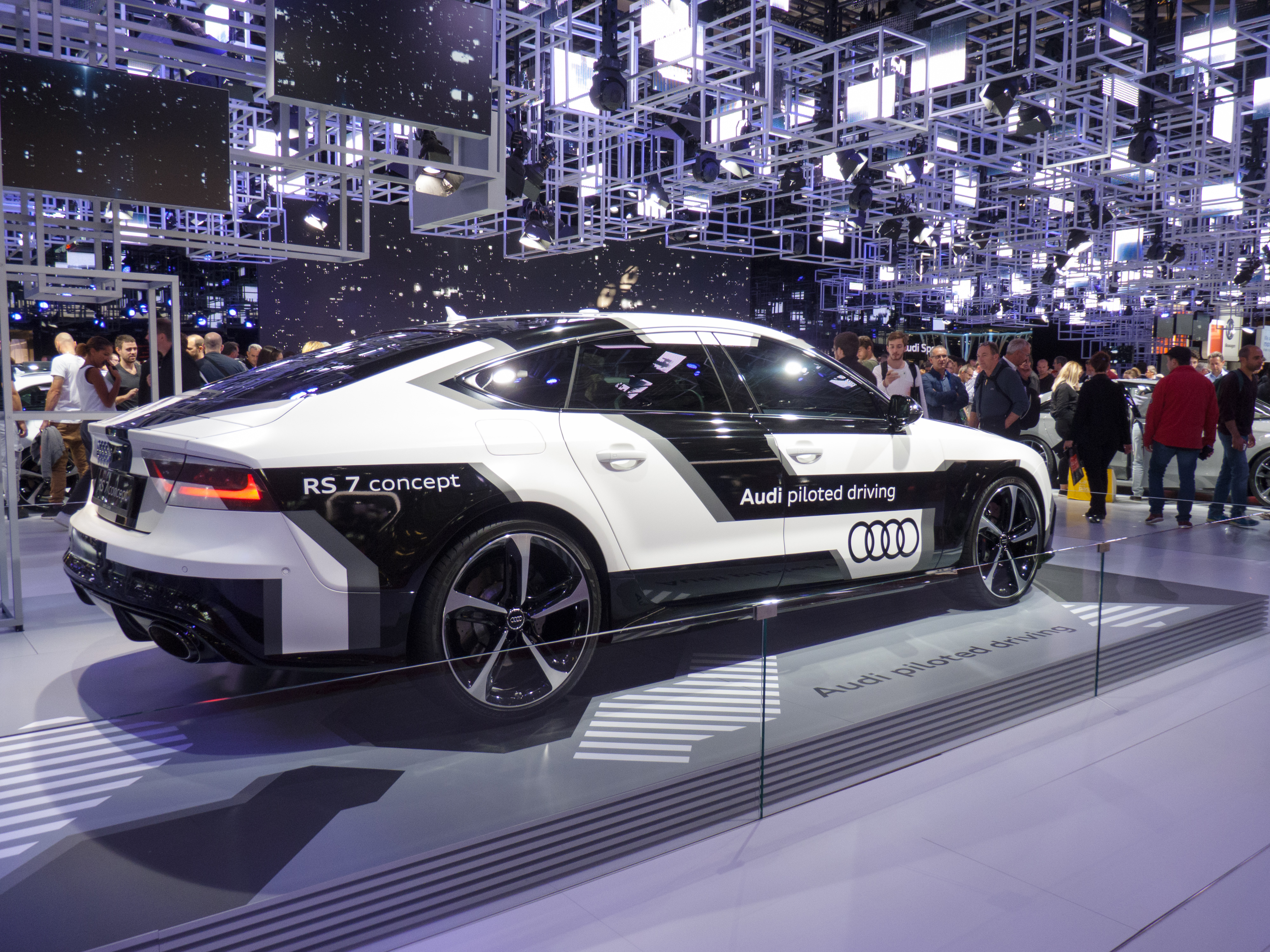
Audi RS7 piloted driving